# Петровская улица (Таганрог)
Петро́вская улица — центральная улица города Таганрога (Ростовская область). Находится в центральной исторической части города. Расположена между 1-м Крепостным переулком и улицей Дзержинского. Протяжённость 2730 м. Нумерация домов ведётся от 1-го Крепостного переулка.

## История
Петровской улица названа в честь основателя Таганрога Петра Первого.
С 1923 г. улица носила имя революционера и политического деятеля В. И. Ленина. В 1998 году части улицы на протяжении от 1-го Крепостного переулка до улицы Дзержинского возвращено наименование Петровская. Часть улицы в районе, застроенном в советские годы, продолжает называться улицей Ленина.
Участок улицы от Парка культуры до ресторана «Волна» (Тургеневский пер.) в 60-х — 70-х годах XX века неофициально назывался «Бродвеем»: это было главное место города для вечерних прогулок. Также употреблялось сокращённое наименование «Брод».

## На улице расположены

Петровская ул., вид в сторону ТУМа. Лето 2008 года

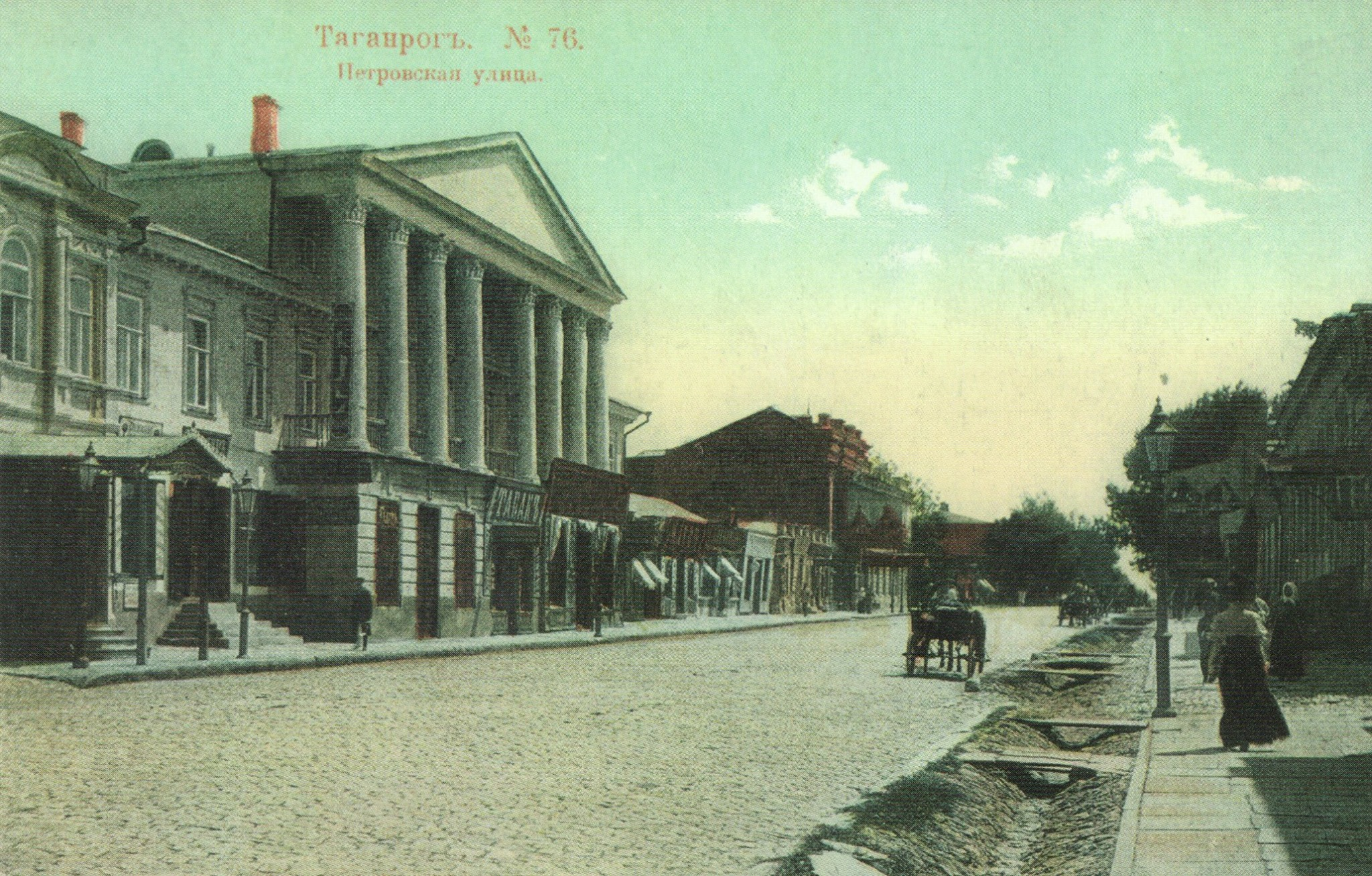
Петровская ул., фото до 1917 года, факультет иностранных языков

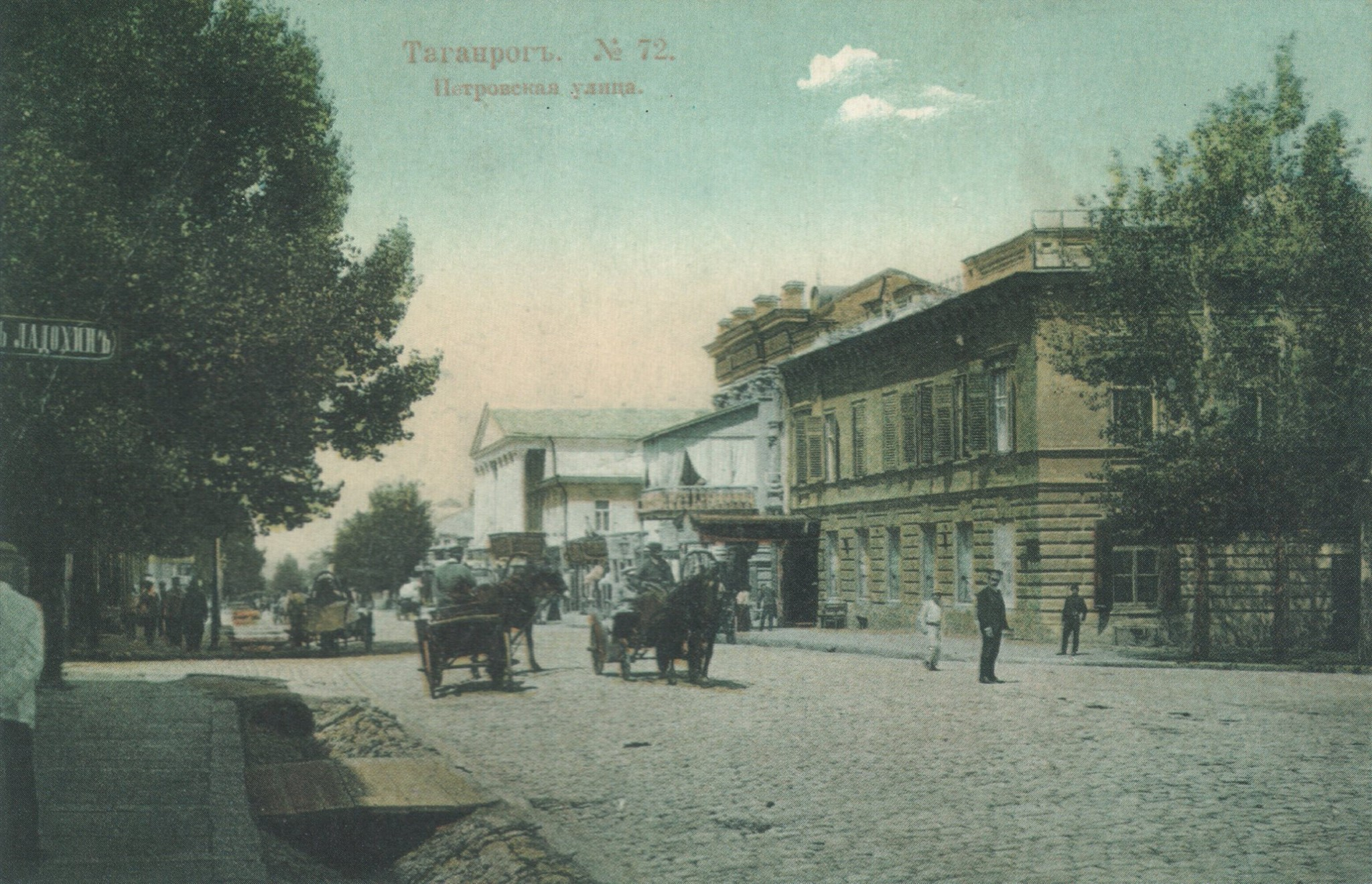
Петровская ул., фото до 1917 года

- Дом Кульпина — Петровская ул., 30.
- Дом Янкелевича — Петровская ул., 32.
- Дом Петрова — Петровская ул., 36.
- Дом Краснушкина — Петровская ул., 37.
- Таганрогский металлургический колледж — Петровская ул., 40.
- Дома Третьякова — Петровская ул., 41, 43, 45.
- Таганрогский институт управления и экономики (Дом Серебрякова) — Петровская ул., 47.
- Дом Кобылина — Петровская ул., 49.
- Таганрогская кондитерская фабрика — Петровская ул., 51.
- Дом Скараманги — Петровская ул., 53
- Кинотеатр «Луч» — Петровская ул., 57.
- Аптека Штримера — Петровская ул., 61.
- Гостиница «Бристоль» (бывшая «Центральная») — Петровская ул., 64.
- Дом Гайрабетова — Петровская ул., 66.
- Дом Сфаэло — Петровская ул., 67.
- Таганрогский государственный педагогический институт (факультет иностранных языков) — Петровская ул., 68.
- Дом Магуло — Петровская ул., 70.
- Таганрогский колледж морского приборостроения — Петровская ул., 71.
- Дом Я. С. Полякова — Петровская ул., 72.
- Мэрия города — Петровская ул., 73.
- Дом Кукольника — Петровская ул., 74
- Дом Перушиной-Гавиха — Петровская ул., 79, 81.
- Арт-кафе «Русский чай» — Петровская ул., 81.
- Дом Псалти — Петровская ул., 82.
- НИИ МВС ИТА ЮФУ (Корпус «В» ИТА ЮФУ) — Петровская ул., 81.
- Дом Рази-Бондаренко — Петровская ул., 84.
- Дом Хализова — Петровская ул., 86.
- Бывшее здание городской управы — Петровская ул., 87.
- Кафе «Театральное» — Петровская ул., 88.
- «Молодёжный центр» (Дом учителя) — Петровская ул., 89.
- Драматический театр им. Чехова — Петровская ул., 90.
- Центральная городская публичная библиотека имени А. П. Чехова — Петровская ул., 96.
- Дом Волкова — Петровская ул., 103а.
- Городской дом культуры — Петровская ул., 104.
- Молодёжный театр Н. Малыгиной — Петровская ул., 104.
- Центральный городской парк им. А. М. Горького.
- Дом Штальберга — Петровская ул., 105.
- Таганрогский дворец молодёжи — Петровская ул., 107.
- Таганрогский машиностроительный колледж — Петровская ул., 109-А.
- Дом Сабсовича — Петровская ул., 134.

## Памятники
- Бюст Ленина — Петровская ул., 73, перед зданием Администрации города.
- Скульптурная композиция «Египетская пирамида» — Петровская ул., 102, перед входом в парк Горького.
- Памятный знак «Шлагбаум»
- Бюст Василия Маргелова

## Любопытные факты

Петровская ул., конец XIX века.

- Петровская улица переименовывалась 8 раз: 2-я Продольная ул., Московская ул., Дворянская ул., Большая ул., Петровская ул., ул. Ленина, Петровская ул. (1941), ул. Ленина (1943), и вновь — Петровская (до пересечения с ул. Дзержинского — далее ул. Ленина).